# Горяйновка (Мордовия)
Горя́йновка — село в Мордовии в составе России.
Входит в городской округ Саранск.  Административно является центром Горяйновского сельсовета, подчинённого администрации Октябрьского района Саранска.

## География
Расположена на реке Тавле, в 1 км от автодороги Кочкурово — Саранск, в 15 км к юго-востоку от Саранска и железнодорожной станции Саранск.

## Название
Название-антропоним: владельцами этого населеного пункта были Горяиновы, служилые люди на Атемарской засечной черте, о чём сказано в «Атемарской десятне 1669—1670 года».

## История
В «Справочной книге по Пензенской губернии» (1894) Горяйновка — деревня из 105 дворов (736 человек) Саранского уезда.
В 1914 в селе были 1 община и 130 дворов; в 1931 — 52 хозяйства (261 человек).

## Население
| 1894 | 1931 | 2001  | 2002  | 2010  |
| ---- | ---- | ----- | ----- | ----- |
| 736  | ↘261 | ↗1078 | ↘1068 | ↗1136 |

Население 1 078 человек (2001), в основном русские.

## Экономика
С 2000 действует ФГУП ОПХ «1 Мая» (направления — зерновое, овощеводство, молочное животноводство).

## Инфраструктура
Школа, клуб, филиал районной библиотеки, медпункт, магазин, столовая, комплексный приёмный пункт райбыткомбината, детский сад

## Памятники
Памятник воинам, погибшим в годы Великой Отечественной войны.

## Люди, связанные с селом
Родина полного кавалера ордена Славы А. И. Перегудина, учёного-зоотехника А. Е. Козловой. Возле Горяйновки есть курган(археологический памятник).

## Источник
- Энциклопедия Мордовия, А. Н. Камдин.